# Festivals de Montréal
Les Festivals de Montréal est un ancien festival musical dédié aux concerts de musique classique. Les Festivals de Montréal se déroulèrent à Montréal de 1936 à 1965.

## Historique
Les Festivals de Montréal ont été créés en 1936 par le sénateur Athanase David, son épouse Antonia Nantel et le chef d'orchestre Wilfrid Pelletier.
Le festival a été créé dans le but d'établir au Canada un festival similaire aux grandes fêtes annuelles de musique d'Europe, comme le Festival d'Aix-en-Provence.
L'orchestre symphonique de Montréal a ouvert le premier festival, le 15 juin 1936, avec un concert de la Passion selon saint Matthieu de Jean-Sébastien Bach et la Symphonie No 9 de Ludwig van Beethoven dans la chapelle du Collège Saint-Laurent. 
La programmation des festivals de Montréal offrait un choix entre les représentations de concerts de musique symphonique, opéras, oratorios, musique de chambre et des récitals. L'Orchestre symphonique de Montréal assurait la majorité des concerts les premières années. 
En 1939, le festival a formé son propre orchestre distinct de l'OSM et constitué ainsi une entité distincte, qui a été rebaptisée "Festivals de Montréal" (FM). La femme d'Athanase David a été nommée présidente de ce festival, poste qu'elle assuma jusqu'en 1952. Elle fut remplacée à ce poste par Paul Gouin, personnalité politique du Québec. Il fut à son tour remplacé par Robert Letendre, en 1956, qui est resté président de ce festival jusqu'à sa dissolution en 1965. 
Parmi les chefs d'orchestre ayant collaboré aux Festivals de Montréal, Jean-Marie Beaudet (1949), Françoys Bernier (1956–1960), Roland Leduc (1960–1963) et Gérard Lamarche.
Malgré un soutien important pour les Festivals de Montréal par le gouvernement et le public, le festival musical avait accumulé un déficit important en milieu des années 1960. Avec les préparatifs de l'exposition universelle de 1967 (Expo 67) de Montréal, nécessitant une grande partie du budget financier de la ville, il a été décidé de mettre fin aux Festivals de Montréal après le festival 1965.

## Source
- L'encyclopédie canadienne